# Smart (автомобильная марка)

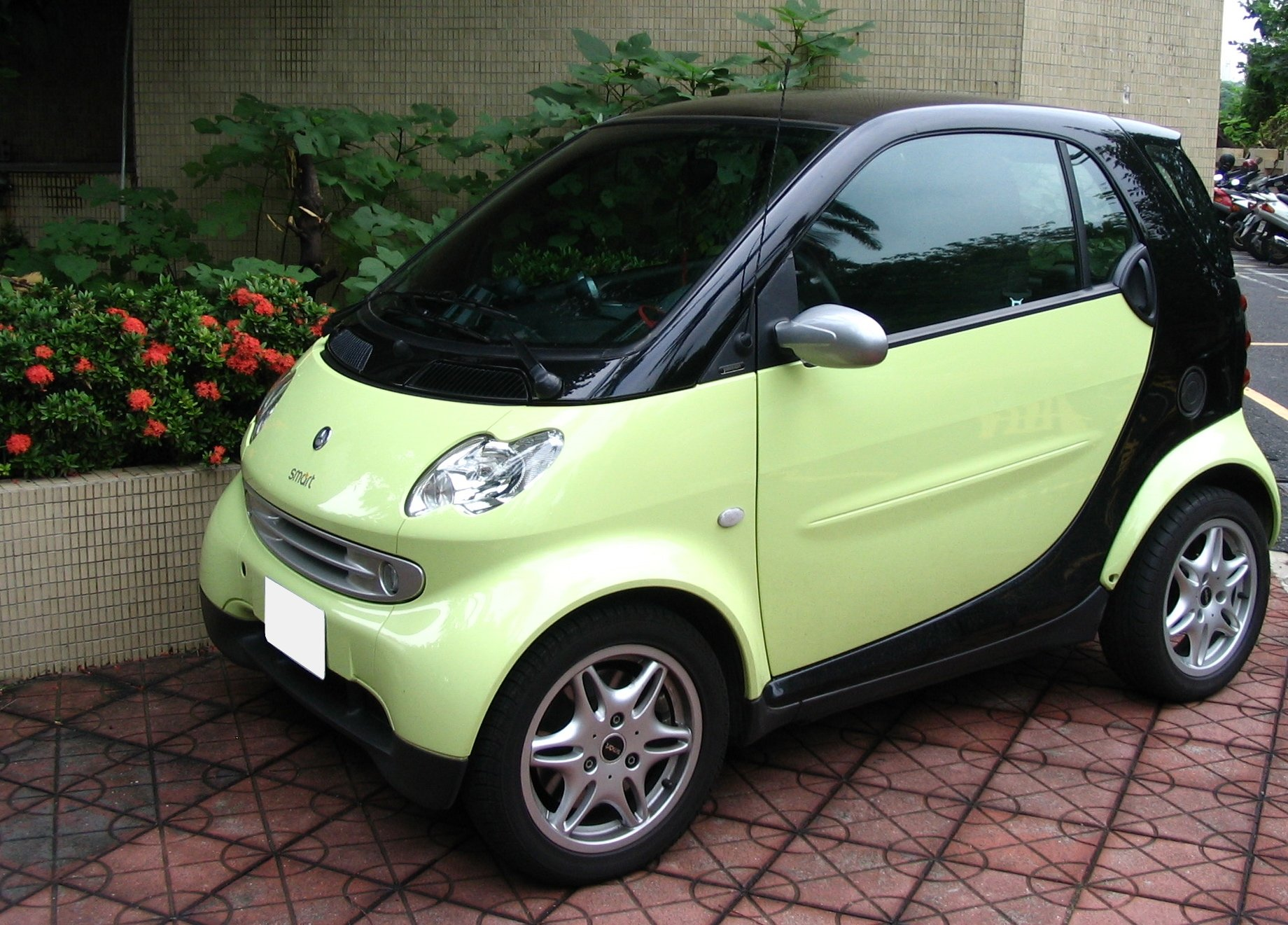
Smart ForTwo

Smart (Swatch Mercedes Art) — марка автомобилей особо малого класса, выпускаемых одноимённой компанией, принадлежащей совместному предприятию Mercedes-Benz Group и Zhejiang Geely Holding Group. Совместное предприятие MCC (Micro Compact Car AG) создано корпорациями Daimler-Benz и швейцарской часовой компанией Swatch с целью создания городского двухместного и очень экономного мини-автомобиля Smart. Micro Compact Car в сентябре 2002 изменило название на Smart GmbH.
Модель Smart была впервые представлена на автосалоне во Франкфурте в 1997 году. Автомобиль производится во французском городе Амбах с 1998 года. Автомобиль оснащён трёхцилиндровым двигателем с турбонаддувом объёмом 0,6 л мощностью 45 л. с. с непосредственным впрыском топлива. Двигатель располагается сзади и приводит в движение задние колеса. Также выпускалась модификация с увеличенной мощностью до 55 л. с. Максимальная скорость 135 км/ч. В 1999 году модельный ряд был дополнен модификацией с трехцилиндровым дизельным двигателем с турбонаддувом и прямым впрыском объёмом 0,8 л мощностью 41 л. с.
Шестиступенчатая коробка передач Softouch с изменяемым передаточным отношением и электрическим сцеплением. В стандартную комплектацию входят ABS, система динамической стабилизации, противобуксовочная система, «краш-менеджер», травмобезопасная рулевая колонка, подушки безопасности для водителя и пассажира.
Премьера кабриолета — сентябрь 1999 года. В ноябре 1999 года был показан вариант с двигателем cdi. В 2007 году объём производства составил 102 660 автомобилей. Марка официально дебютировала на российском рынке летом 2012 года.

## История

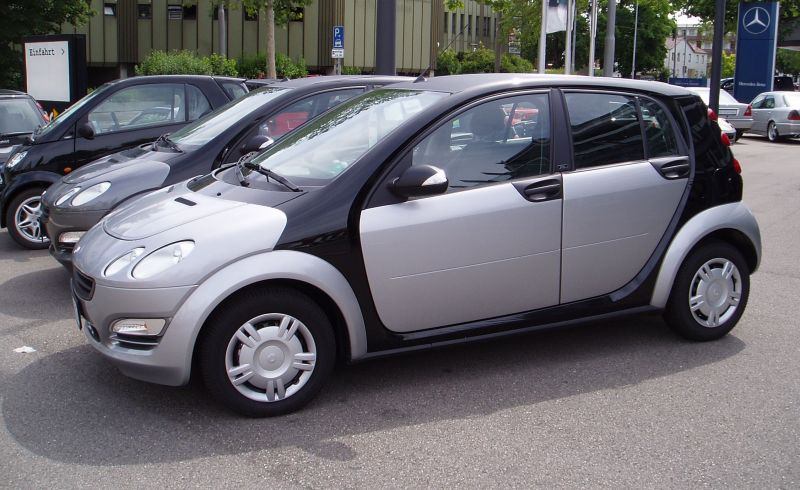
Smart Forfour

Хотя Smart появился на рынке только осенью 1998 года, у него есть богатая история в концерне DaimlerChrysler. Проектирование принципиально нового городского малолитражного автомобиля началось уже в 1972 году. Группу разработчиков Daimler-Benz AG возглавил Johann Tomforde.
В 1989 году одно из подразделений The Swatch Group Ltd. (Швейцария) под руководством Nicholas G. Hayek занялось разработкой оригинального дизайна будущего автомобиля. В 1993 году в Mercedes-Benz начинается разработка технико-экономического обоснования производства маленького автомобиля для города.
1 июня 1994 начинается развитие Smart в Реннингене (Renningen) вблизи Штутгарта (Stuttgart). В сентябре 1995 года на Международной автомобильной выставке во Франкфурте (Frankfurt) на суд общественности был представлен первый прототип Smart. 11 октября выдано разрешение на строительство завода, а всего через 3 дня, 14 октября 1995 года, в фундамент был заложен первый камень.
В июне 1996 года, несмотря на то, что Smart еще не запущен в продажу, он получает награду «Europaischen Design-Preis» в Маастрихте (Maastricht). 12 июня 1997 года Daimler-Benz AG открывает завод в берлинском районе Мариенфельде (Berlin-Marienfelde) по производству двигателей для Smart. 1 июля 1998 года начинается производство Smart. 10 июля 1998 года по всей Европе начинается предварительная продажа Smart.
Октябрь 1998 года является официальной датой выхода на рынок Smart City-Coupe в Европе. Открыты центры по продаже Smart в девяти европейских странах: Бельгии, Германии, Франции, Италии, Люксембурге, Австрии, Швейцарии, Испании и Нидерландах. 31 октября 1998 года Swatch Group принимает решение передать оставшиеся 19 % акций Micro Compact Car AG компании Daimler-Benz AG. В результате этого MCC станет 100 % дочерними обществом Daimler-Benz AG.
В сентябре 2000 года МСС становится первым производителем, оборудующим свои автомобили точкой доступа в Интернет. В марте 2001 года Штаб-квартира и Центр развития и продаж компании Smart GmbH размещается в Бёблингене (Boblingen). В сентябре 2002 года компания Micro Compact Car Smart GmbH переименовывается в Smart GmbH. В сентябре 2002 года в Hambach запущена новая линия по производству Smart Roadster и Smart Roadster-Coupe.
В апреле 2003 года по всей Европе начата продажа Smart Roadster, Smart Roadster-Coupe, Smart City-Coupe BRABUS и Smart Cabrio BRABUS. В марте 2019 года появилась информация, что новый гендиректор Daimler Ола Каллениус примет до конца 2019 года решение о возможном закрытии марки Smart.

## Модельный ряд

### Бывший
| Производство                                    | Модель                                                                                                | Изображение |
| 1998–2000                                       | Smart City-Coupé (C450) & City-Cabrio* (*с 2000) (A450)                                               |             |
| 2002                                            | Smart Crossblade                                                                                      |             |
| 2001–2007                                       | Smart City-Coupé (C450) & City-Cabrio (переименован в Fortwo в 2004) (A450)                           |             |
| 2001–2004                                       | Smart K (только в Японии)                                                                             |             |
| 2003–2005                                       | Smart Roadster Coupé (R452) Smart Roadster Cabrio (C452)                                              |             |
| 2004–2006                                       | Smart Forfour (W454)                                                                                  |             |
| 2007–2015                                       | Smart Fortwo (C451) Smart Fortwo Cabrio (A451)                                                        |             |
| 2008–2016 (2008—2011 в ограниченном количестве) | Smart Fortwo Electric Drive (ранее известный как EV) (C453) Smart Fortwo Cabrio Electric Drive (A453) |             |
| 2014-2019                                       | Smart Forfour (W453)                                                                                  |             |
| 2017-2022                                       | Smart EQ Forfour                                                                                      |             |
| 2014 — 2024                                     | Smart Fortwo (C453) Smart Fortwo Cabrio (A453)                                                        |             |
| 2017 — 2024                                     | Smart EQ Fortwo Smart EQ Fortwo Cabrio                                                                |             |

### Текущий
| Производство           | Модель          | Изображение |
| 2022 — настоящее время | Smart #1 (HX11) |             |
| 2023 — настоящее время | Smart #3        |             |
| 2024 — настоящее время | Smart#5         |             |

### Концептуальный
- Tridion 4 (2001)
- Crosstown (2005)
- Formore (2005)
- Forspeed (2011)
- Forvision (2011)
- Forstars (2012)[4]
- Concept #1 (2021)[5]

## Версия с электроприводом

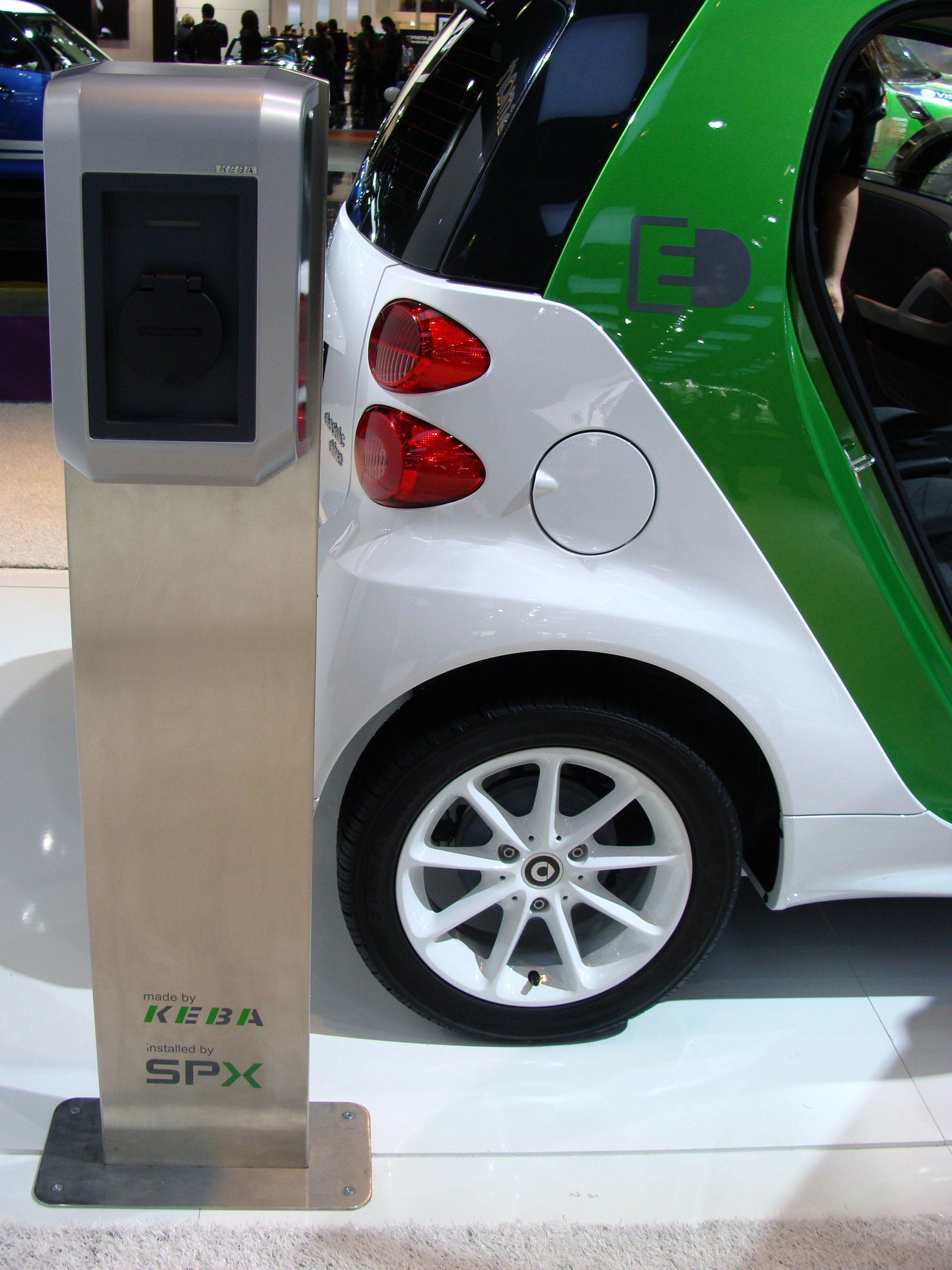
Зарядное устройство Smart Fortwo Coupé electric drive.
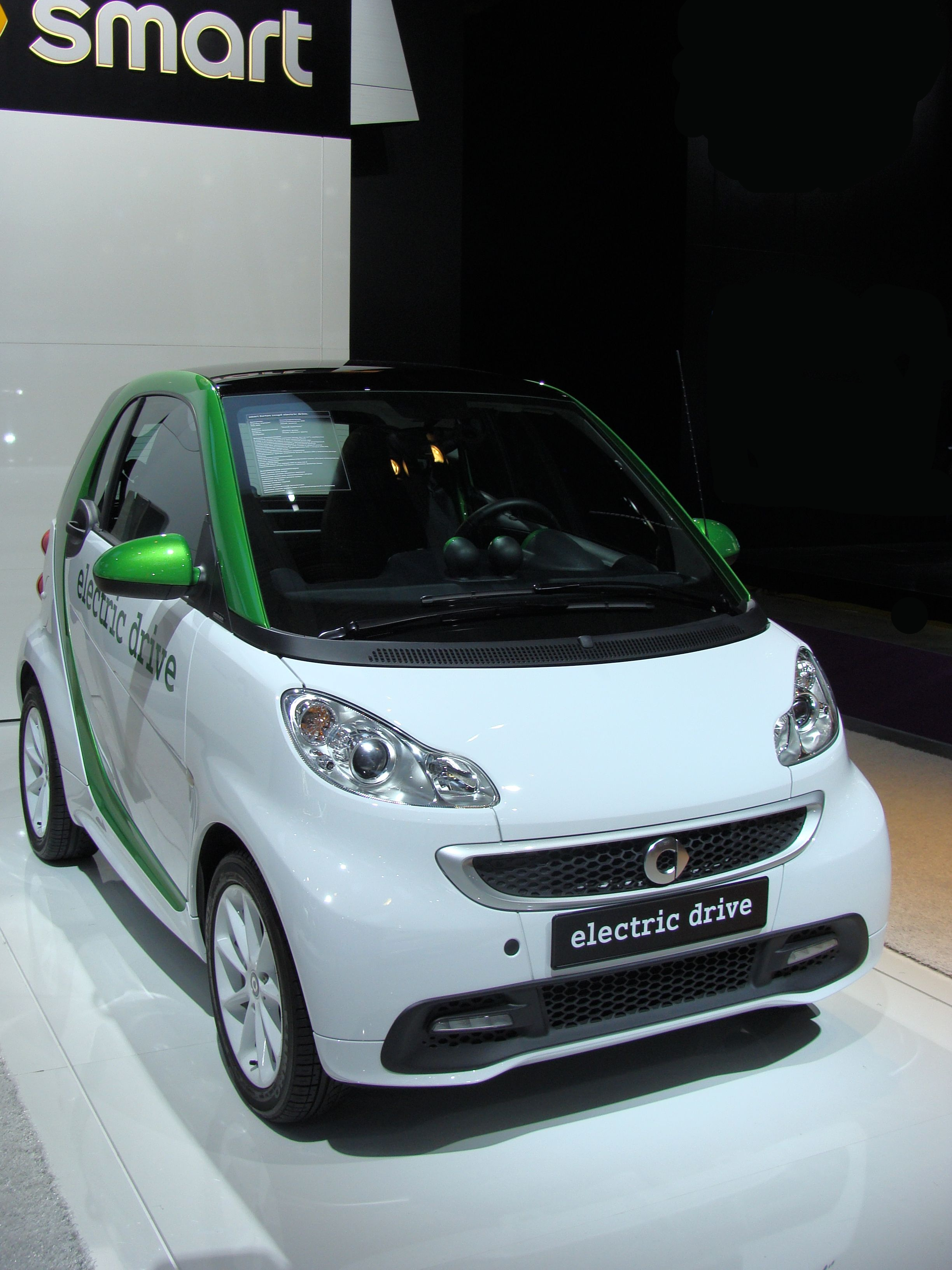
Smart Fortwo Coupé electric drive на ММАС 2012.
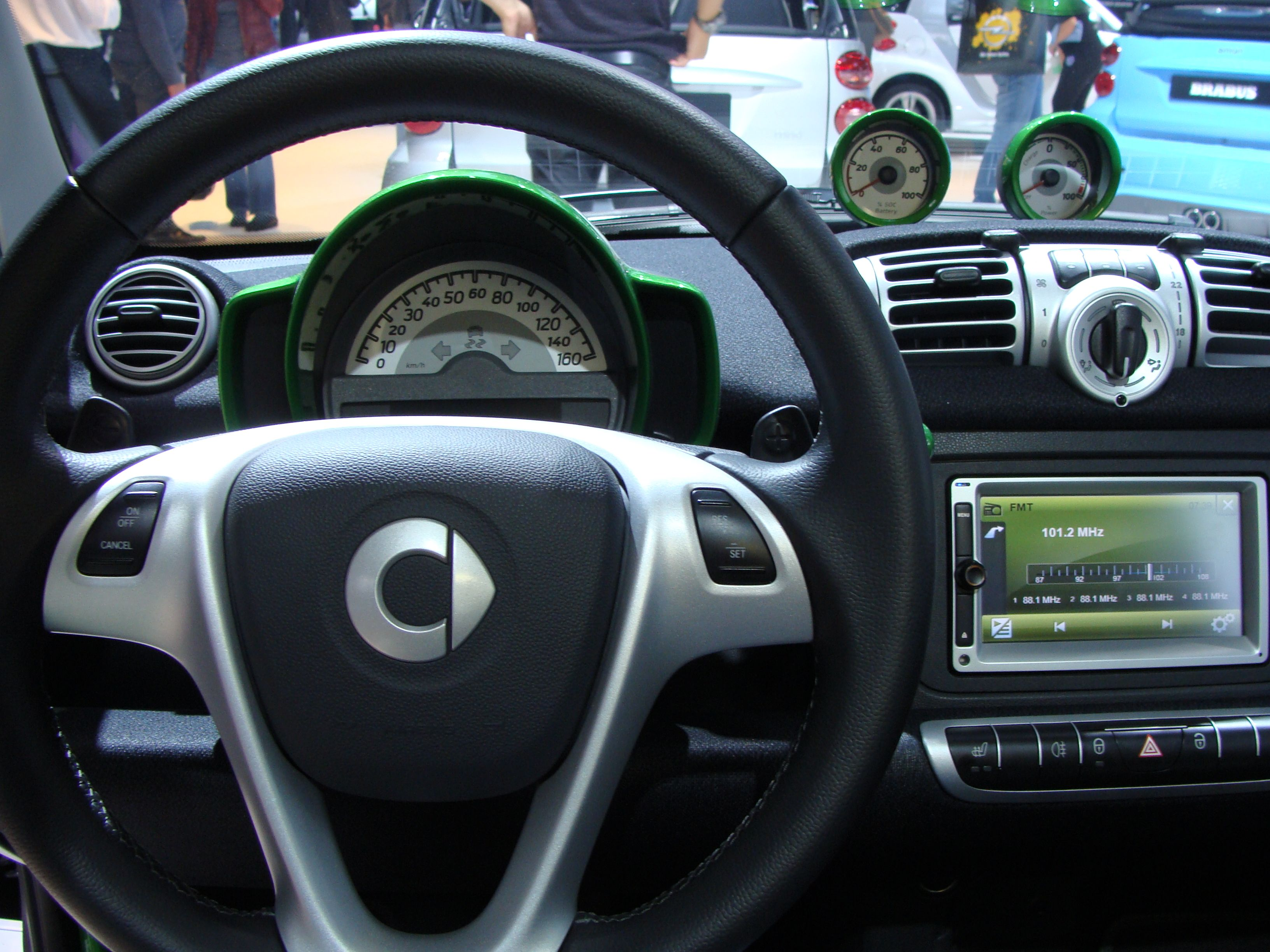
Салон Smart Fortwo Coupé electric drive.

## Концепт-кары
- Smart Tridion 4
- Smart Crosstown
- Smart Formore
- Smart Forspeed
- Smart Forvision
- Smart Forstars
- Smart Concept #1